# Johan Stuart
Carl Johan Magnusson Stuart, född 31 mars 1981 i Stockholm, är svensk statstjänsteman och moderat politisk tjänsteman. Sedan bildandet av regeringen Kristersson hösten 2022 innehar han funktionen som statsministerns statssekreterare.
Under åren 2017–2022 var Stuart stabschef på Moderaterna i riksdagen. Sedan 2006 har han haft ett antal uppdrag hos Moderaterna i bland annat Stockholms stadshus, riksdagen samt Regeringskansliet.
Han är sedan 2011 gift med Anna Cederschiöld Stuart och är son till Kerstin och Magnus Stuart. 